# 古德蘭 (堪薩斯州)
古德蘭（英語：Goodland）是一個位於美國堪薩斯州謝爾曼縣的城市。同時該地也是謝爾曼縣的縣治。

## 地方資料
古德蘭的座標為39°21′03″N 101°42′37″W / 39.35083°N 101.71028°W，而該地的海拔高度為1122米（即3681英尺）。根據2010年美國人口普查，該地共人口4465人，而該地的面積約為11.67平方千米。